# 河原田巧也
河原田 巧也（かわはらだ たくや、1991年5月6日 - ）は、日本の俳優。東京都出身。フィリピン人とスペイン人の母親を持つクウォーターである。メインキャストプロダクションに所属していたが2016年5月3日事務所が倒産。その後、センスアップを2019年5月31日に退所し、フリーで活動している。

## 人物
フィリピン人とスペイン人とのハーフの母親を持つクォーターである。愛称は「たー」。身長167cm。
オーディションを受け芸能界入りし、2008年にテレビドラマ『バッテリー』でデビュー。2011年に舞台『Blood Heaven 〜第七天国』で初主演（福山聖二とのW主演）、同年は3作品の主演を務める。
また、2012年「新生 ROCK MUSICAL BLEACH REprise」では、本役である木戸邑弥が稽古中、怪我により降板。日番谷冬獅郎の代役として起用された。
2014年公開の映画「グラフィティ！」では主題歌「sky」を担当する。
2018年6月、TOKYO MXで放送中の番組『超！アイドル戦線～Mens＆Girls～』から派生したメンズユニットSAMURAI TUNESに所属。
2018年7月18日、日本コロムビアより『SAMURAI TUNES』でメジャーデビューを果たす。
趣味は音楽鑑賞、特技は野球・ルービックキューブ。

## 出演

### テレビドラマ
- バッテリー（2008年4月 - 6月、NHK） - 野球部員 役
- ふたつのスピカ（2009年6月 - 7月、NHK） - 生徒 役

### 映画
- 宿命のジオード（2010年2月） - 谷口雄作 役
- ローカルボーイズ!（2010年3月） - 馬場ハルト 役
- グラフィティ！（2014年1月） - 「sky」※主題歌
- 新・年少バトルロワイヤル2（2014年3月） - 佐藤隆 役
  - 新・年少バトルロワイヤル3（2014年） - 佐藤隆 役
- なんでも埋葬屋望月（2015年） - 宮下ゆうき 役
- BLOOD-CLUB DOLLS 1（2018年） - メロディー 役
  - BLOOD-CLUB DOLLS 2（2020年） - メロディー 役

### 携帯ドラマ
- 恋愛♂妄想TV「もしもあなたと…」（2010年10月 - 11月） - 航平 役

### オリジナルビデオ
- 暗黒の戦い（2014年） ‐ 鳥飼義二 役

### 舞台
- ミュージカル・テニスの王子様（2009年 - 2010年） - 遠山金太郎 役
  - The Treasure Match 四天宝寺 feat.氷帝（2009年2月 - 3月）
  - Dream Live 6th（2009年5月）
  - The Final Match 立海 First feat. 四天宝寺（2009年7月 - 10月）
  - The Final Match 立海 Second feat. The Rivals（2009年12月 - 2010年3月）
  - Dream Live 7th（2010年5月）
- 青面獣楊志（2010年6月、キンケロ・シアター） - 阮小七 役
- 新宿ミッドナイトベイビー2010 〜さよなら、マロンのママ〜（2010年7月、新宿文化センター小ホール） - タク 役
- The Butterfly Effect Another story 〜幸福の王子〜（2010年8月、シアターグリーンBOX in BOX） - サビル/グレイ 役
- 人生はショータイム!（2010年9月 - 10月、全労済ホールスペース・ゼロ） - 志田厚真 役
- EVE〜歴史の傍観者〜2012（2010年12月、ザ・ポケット） - ダイヤJ 役
- LAST SMILE（2011年2月、キンケロ・シアター） - ジャン 役
- FILM STAR（2011年3月[8]、キンケロ・シアター） - 亀山 役
  - FILM STAR（2011年9月[8]、キンケロ・シアター） - 亀山 役
- ミュージカル DEAR BOYS-Double Revenge-（2011年4月 - 5月、シアター1010） - 草野勝巳 役
- Blood Heaven〜第七天国（2011年6月、キンケロ・シアター） - 主演・サビル 役
- 学園八犬伝（2011年8月、全労済ホールスペース・ゼロ） - 主演・犬江親兵衛仁 役
- FRAG新撰組 -Vermilion Order（2011年8月 - 9月、横浜公演:相鉄本多劇場/東京:キンケロ・シアター） - 藤堂平助 役
- MIDNIGHT DREAM〜機械城奇譚〜（2011年11月、キンケロ・シアター） - タイプライター 役
- 朗読劇 ゴミスイッチ! 〜わたしと世界をつないだ一つのバッグの物語〜（2011年12月、THEキッチン☆NAKANO） - 主演・バッグ役
- 花咲ける青少年ファイナル THE Blooming Princess（2012年1月、サンシャイン劇場） - ソマンド 役
- シュワッチ! 〜目指すはタイツの王子様〜（2012年3月、赤坂レッドシアター） - 木下豊 役
- ボクサァ（2012年4月、笹塚ファクトリー） - 三浦 役
- Grimm de こたつ（2012年4月、笹塚ファクトリー）
- FRAG新撰組 -Blood Sucker Bihind（2012年5月、シアターサンモール） - 藤堂平助 役
- DREAM（2012年7月、エコー劇場） - 平山謙二 役
- 新生 ROCK MUSICAL BLEACH REprise（2012年8月 - 9月、品川ステラボール） - 日番谷冬獅郎 役
- 世界は僕のCUBEで造られる（2012年11月、吉祥寺シアター） - シド 役
- 舞台『弱虫ペダル』  - 泉田塔一郎 役
  - 箱根学園篇 〜眠れる直線鬼〜（2013年1月 - 2月、紀伊国屋サザンシアター）
  - インターハイ篇 The First Result（2013年8月 - 9月、東京:サンシャイン劇場/大阪:シアターBRAVA!）
  - インターハイ篇 The Second Order（2014年3月、東京:天王洲銀河劇場/埼玉:熊谷会館/大阪:シアターBRAVA!）
  - 箱根学園篇〜野獣覚醒〜（2014年10月 - 11月、大阪:シアターBRAVA!/東京:六本木ブルーシアター）
  - インターハイ篇 The WINNER（2015年3月、東京:日本青年館 大ホール/大阪:シアターBRAVA!/福岡:キャナルシティ劇場）
  - 〜総北新世代、始動〜（2016年3月、東京:TOKYO DOME CITY HALL/大阪:オリックス劇場/北九州:アルモニーサンク 北九州ソレイユホール/神奈川:KAAT神奈川芸術劇場）
  - 〜箱根学園新世代、始動〜（2016年9月 - 10月、東京:TOKYO DOME CITY HALL/大阪:オリックス劇場）
  - 新インターハイ篇〜スタートライン〜（2017年2月 - 3月、大阪:オリックス劇場/東京:TOKYO DOME CITY HALL）
  - 新インターハイ篇〜ヒートアップ〜（2017年10月、東京:天王洲銀河劇場/大阪:大阪メルパルクホール）
  - 新インターハイ篇～箱根学園王者復格（ザ・キングダム）～（2018年3月、東京:東京芸術劇場/神戸:新神戸オリエンタル劇場）
  - 新インターハイ篇～制・限・解・除（リミットブレイカー）～（2019年5月、東京:シアター1010/大阪:浪切ホール）
  - 新インターハイ篇FINAL〜POWER OF BIKE〜（2020年2月、東京:天王洲銀河劇場/大阪:大阪メルパルクホール）
- 9-ナイン-（2013年3月、東京:紀伊国屋サザンシアター/神戸:新神戸オリエンタル劇場） - 北沢輝明 役
- Blood Heaven 〜第七天国 sad wings（2013年4月、シアターグリーンBIG THREE THEATER） - 主演・サビル 役
- ミュージカル『ミュージカル黒執事』 - フィニアン 役
  - ミュージカル黒執事 The Most Beautiful DEATH in The World 千の魂と堕ちた死神（2013年5月 - 6月、東京:赤坂ACTシアター/大阪：梅田芸術劇場 メインホール）
  - ミュージカル「黒執事」－地に燃えるリコリス－（2014年9月 - 10月、東京:六本木ブルーシアター/大阪:梅田芸術劇場 シアタードラマシティ）
  - ミュージカル「黒執事」－地に燃えるリコリス－2015（2015年11月 - 12月、大阪:梅田芸術劇場メインホール/宮城:名取市文化会館 大ホール/東京:赤坂ACTシアター/福岡:キャナルシティ劇場/上海:藝海劇院/北京:北京展覧館劇場/深圳:深圳保利劇院）
  - ミュージカル「黒執事」〜NOAH'S ARK CIRCUS〜（2016年11月 - 12月、東京:TOKYO DOME CITY HALL/福岡:キャナルシティ劇場/兵庫:あましんアルカイックホール/愛知:刈谷市総合文化センターアイリス 大ホール）
- ミュージカル「忍者じゃじゃ丸くん」（2013年6月、シアターブラッツ） - 日替わり召喚忍者 役（ゲスト出演）
- 博士と太郎の異常な愛情（2013年7月、俳優座劇場） - 綾野 役
- ミュージカル『薄桜鬼』土方歳三篇（2013年10月、日本青年館大ホール） - 山崎烝 役
  - ミュージカル『薄桜鬼』HAKU-MYU LIVE（2014年1月、日本青年館大ホール） - 山崎烝 役
- 朗読劇「しっぽのなかまたち 3（2013年11月 - 12月、天王洲銀河劇場） - 「8月の冒険」サスケ役/「白鳥動物病院へようこそ」向井/ガイア役/「犬の卒業」レオン役
- 白キ肌ノケモノ（2014年2月、キンケロシアター） - 少年白狐丸 役
- ラズベリーボーイ（2014年3月、俳優座劇場） - 市川染男 役（日替りゲスト）
- 眠れぬ夜のホンキートンクブルース 第二章〜復活〜（2014年5月 - 6月、東京:紀伊國屋サザンシアター/名古屋:中村文化小劇場/大阪:ABCホール/福岡:西鉄ホール） - 流星 役
  - 眠れぬ夜のホンキートンクブルース 第二章~飛躍~(2015年5月〜6月、紀伊國屋ホール/名古屋市青少年文化センター アートピアホール/西鉄ホール/エル・シアター/イズミティ21 小ホール) - 主演 流星 役
  - 眠れぬ夜のホンキートンクブルース 第三章〜覚醒〜（2017年6月、東京:紀伊國屋サザンシアター/大阪:ABCホール） - 主演 流星 役
  - 眠れぬ夜のホンキートンクブルース 外伝〜ティーダのうた〜（2017年11月、紀伊國屋ホール） - 主演 流星 役
- Innocent world 千年の夜と百億の邂逅―（2014年6月、六行会ホール） - サビル 役
- ぶっ壊したい世界（2014年7月、紀伊国屋ホール） - 桜田涼 役
- 遙かなる時空の中で5（2014年12月、全労済ホール スペース・ゼロ） - チナミ 役
  - 遙かなる時空の中で5 風花記（2016年8月、全労済ホール スペース・ゼロ） - チナミ 役
- WILD HALF〜奇跡の確率〜（2015年1月、六行会ホール） - 田中吉康 役
- 朗読×劇「ほしのこえ」（2015年4月、CBGK シブゲキ!!） - 主演 寺尾昇 役
- 武士白虎 もののふ白き虎 〜幕末『誠』に憧れ、白虎と呼ばれた若者達〜（2015年9月 - 10月、東京:天王洲銀河劇場/名古屋:名古屋市青少年文化センター アートピアホール/大阪:梅田芸術劇場 シアタードラマシティ） - 池上新太郎 役
- WORLD 〜beyond the destiny〜（2016年4月 - 5月、全労済ホール スペース・ゼロ） - ケンジ 役[9]
- ミュージカル 魔界王子 devils and realist（2016年6月、全労済ホール スペース・ゼロ） - シトリー 役
- オレンジノート（2016年6月、新宿村LIVE） - 主演  ヨンハ 役
- HUNGRY〜伝説との距離〜（2016年7月、CBGK シブゲキ!!） - 主演 大和武蔵 役
- 舞台 私のホストちゃん REBORN（2017年1月 - 2月、東京:サンシャイン劇場/大阪:森ノ宮ピロティホール/愛知:東海市芸術劇場大ホール） - 西中島遥 役
- SHATNER of WONDER#5 『破壊ランナー』（2017年4月、Zeppブルーシアター六本木） - ライデン役
- 朗読劇 『陰陽師 藤、恋せば 篇』陰公演（2017年7月、新宿FACE） - 源博雅 役
- 舞台 『MIDSUMMER CAROL ガマ王子vsザリガニ魔人』（2017年8月 - 9月、東京:シアターサンモール/大阪:ABCホール） - 浩一 / 浩二 役
- 北斗の拳-世紀末ザコ伝説-（2017年9月、シアターGロッソ） - ザコ 役（日替りゲスト））
- 舞台『モブサイコ100』 - 花沢輝気 役
  - 舞台『モブサイコ100』（2018年1月、天王洲銀河劇場）
  - 舞台『モブサイコ100』〜裏対裏〜（2018年9月、東京:天王洲銀河劇場/神戸:新神戸オリエンタル劇場）
  - 舞台『モブサイコ100』激突!爪第7支部（2021年8月、ヒューリックホール東京）
- エン＊ゲキ＃０３『ザ・池田屋！』（2018年4月-5月、東京:紀伊國屋ホール/大阪:ABCホール） -  北添佶摩 役
- 『陣内の門-1st ACT』（2018年6月-7月、東京:紀伊國屋サザンシアター/大阪:エル・シアター/越前:いまだて芸術館/金沢:北國新聞赤羽ホール/福岡:西鉄ホール/名寄:名寄市民文化センターEN-RAYホール/札幌:札幌市教育文化会館/名古屋:中川文化小劇場） - 石原賢人 役
- フォトシネマ朗読劇「命のバトン」（2018年8月3日 - 5日、大阪市立芸術創造館）- 小林 役[10]
- 虹色唱歌（2018年11月-12月、紀伊國屋ホール）- 柳ジョージ 役
- CRIMINAL（2019年1月、新宿村LIVE） - 主演 佐原圭介 役
- 劇団シャイニング「Pirates of the Frontier」（2019年3月-4月、東京:品川プリンス ステラボール/京都:京都劇場） - ミートマーケット・ジョー 役
- 舞台版「魔法少女（？）マジカルジャシリカ」〜アニメ版なんてありません〜（2019年4月、CBGKシブゲキ!!） - フルスイング晶子 役
- ZERO 公安警察特殊部隊『霧組』（2019年6月、立行会ホール） - アドナイン 役
- ハンサム落語 2nd season（2019年7月、赤坂レッドシアター）
- ヒューマンエラー（2019年8月、中野ザ・ポケット） - 塚谷伊吹 役
- 舞台版「魔法少女（？）マジカルジャシリカ」-マジカル零-ZERO（2019年9月、CBGKシブゲキ!!）- 桜木クロニクル 役
- 蘇州夜曲（2019年11月、紀伊國屋ホール） - 佐久間幹夫 役
- コロッケ（2020年1月、萬劇場）- 主演  酒井雅彦 役
- 「絶響MUSICA THE STAGE」（2020年7月、俳優座劇場） - 日替わりゲスト
- Reading Cinema「Rusted kingdom」（2020年8月、浜離宮朝日ホール 小ホール）
- 『RANPO　chronicle　彼岸商店』（2020年8月、無観客配信公演） - 「幽霊」平田怯男 役、「人間椅子」椅子 役
- 『RANPO　chronicle　彼岸商店』（2020年9月、シアターブラッツ）- トライアル公演演出、「幽霊」平田怯男 役
- 『RANPO　chronicle　怪人二十面相』（2020年10月、シアターブラッツ）- 演出
- 山田邦子の門2020〜クニリンピック〜（2020年12月、紀伊國屋ホール）- 三上ダイソン 役
- 舞台「炎炎ノ消防隊」-破壊ノ華、創造ノ音-（2022年1月、KT Zepp Yokohama）- ヨナ 役
- mucho produce『蜻蛉の住む家』（2024年6月16日、テアトルBONBON） - 日替わりゲスト[11]
- 水木英昭プロデュース Vol.28 20周年記念公演『虹色唱歌』（2024年10月18日 - 22日、東京:紀伊國屋ホール / 11月3日・4日、大阪:近鉄アート館）[12]

### インターネット
- mmmm☆エクスタシー（2011年7月 - 2012年1月、ニコニコ生放送） - レギュラー

### CM
- 淑徳大学 夏期オープンキャンパス（2012年、テレビ埼玉内の放送） - 主演・男子学生 役

### その他
- 齋藤康嘉写真展
  - 「SMILE」モデル出演（2012年1月）
  - 「PRIDE×FEEL」モデル出演（2012年12月）
- ヒットソングネクストステージ 〜今宵限りの昭和との出会い〜（2012年12月、銀座KENTOS）[13]
- 芸能人男子フットサルイベント「フットバス」（2013年4月、墨田区総合体育館）[14]
- Japan Expo Paris2017(2017年7月、ノール・ヴィルパント展示会場)-舞台『弱虫ペダル』ステージ
- 大橋ヒカル LIVE『ばらっどたいむVol.7』(2018年2月、Live House Restaurant　BLUE MOOD)-ゲスト出演

## 書籍
- たくみなり!（2010年3月、スタジオワープ）ISBN 978-4864000062